# قط الغابة النرويجي
قط الغابة النرويجى (بالإنجليزية: Norwegian Forest Cat)‏ (بالنرويجية: Norsk skogkatt‏) من قطط المناخ البارد وهو من النرويج وله عدة اساطير له فراء كثيف يحميه من البرد، له كل الألوان، جسمه ممتلئ له مخالب غير عادية تمكنه من تسلق الأشجار والصخور. قط ذكي حذر وصياد ماهر.

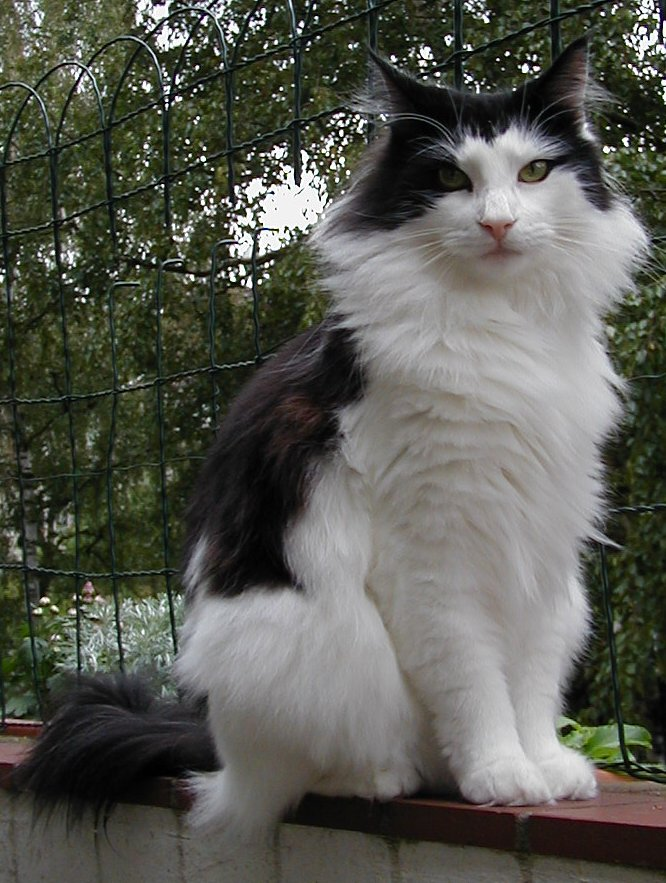